# Alfons Dopsch
Alfons Dopsch (* 14. Juni 1868 in Lobositz; † 1. September 1953 in Wien) war ein österreichischer Historiker (Mediävist) und Diplomatiker.

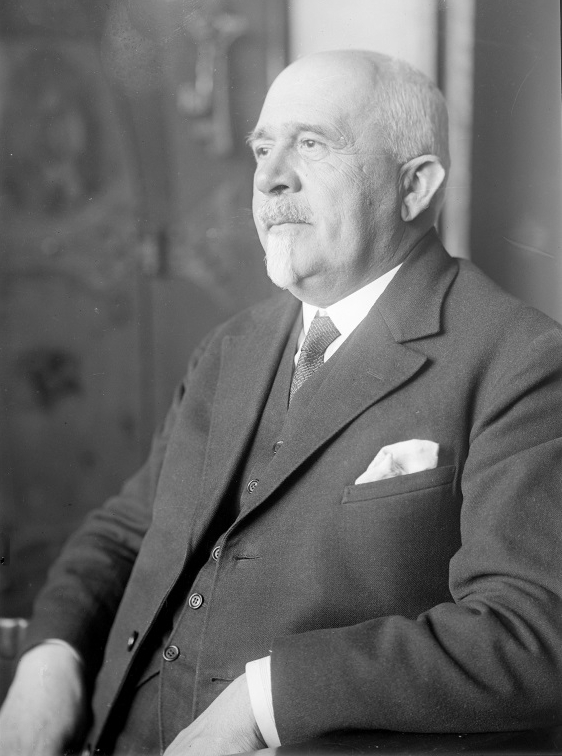
Alfons Dopsch, Aufnahme von Ferdinand Schmutzer

## Leben

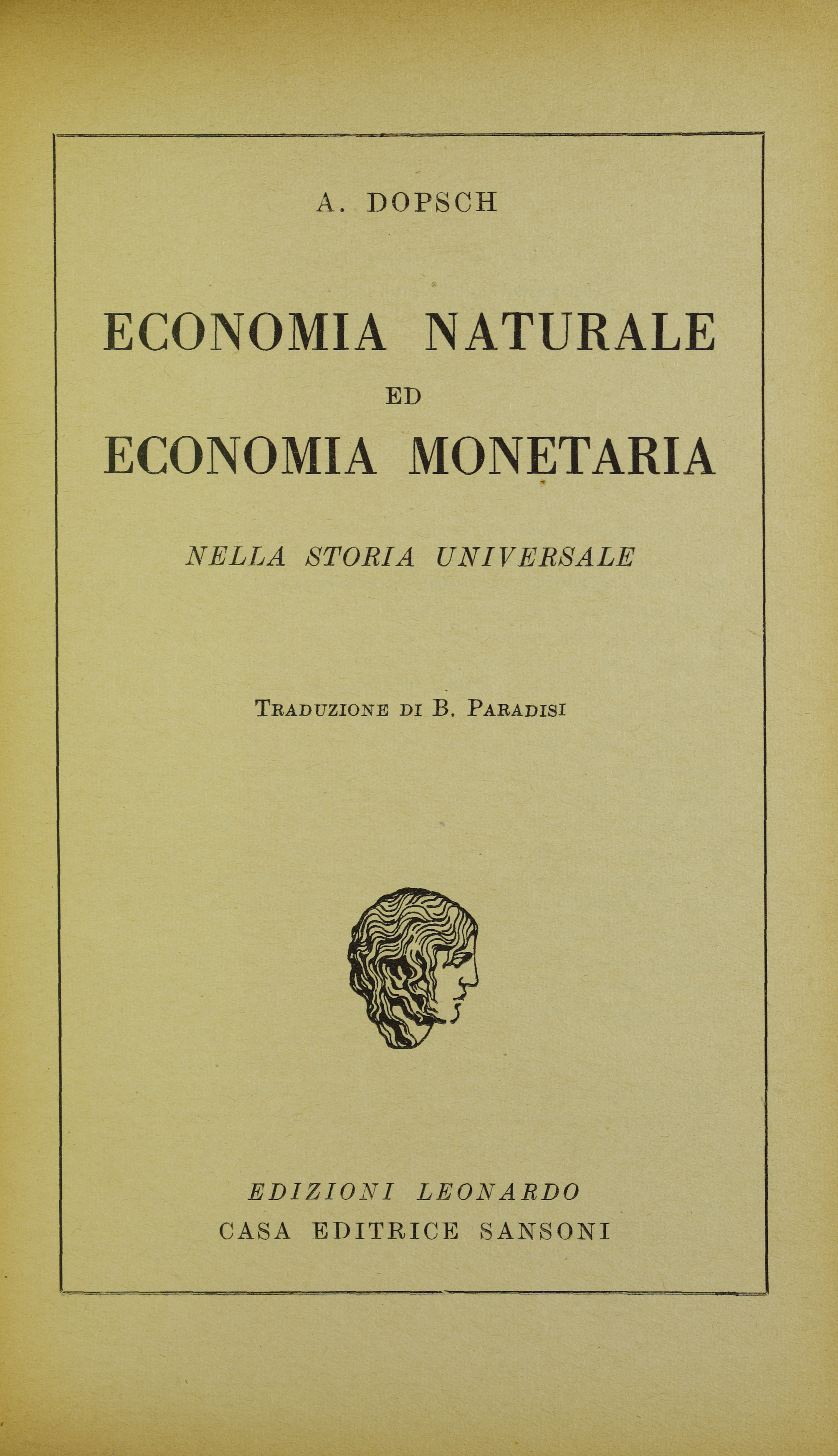
Naturalwirtschaft und Geldwirtschaft in der Weltgeschichte, 1949 (ital. Ausgabe)

Alfons Dopsch studierte ab 1886 an der Universität Wien, wo er 1890 promoviert wurde. Seine Dissertation Das Treffen von Lobositz (1756), deren Thema offenbar aufgrund des lokalhistorischen Bezuges gewählt ist, bleibt einer der wenigen Beiträge von Dopsch zur Geschichte der Neuzeit. Von 1889 bis 1891 war er am Institut für Österreichische Geschichtsforschung tätig. Ab Mai 1892 gehörte Dopsch als Mitarbeiter der Diplomata-Abteilung der Monumenta Germaniae Historica an, die sich die Herausgabe der Karolinger-Diplome zur Aufgabe gestellt hatte. Dabei erwarb er sich eine umfassende Vertrautheit mit der Urkundenforschung. In rascher Folge erschienen einige Urkundeneditionen, die als vorbildlich gelten (u. a. Ausgewählte Urkunden zur Verfassungsgeschichte der österreichischen Erblande, 1895; Landesfürstliche Urbare Österreichs, 1904/10).
1893 habilitierte sich Dopsch mit 25 Jahren an der Universität Wien. 1898 erfolgte die Ernennung zum außerordentlichen und 1900 zum ordentlichen Professor für Geschichte in an der Universität Wien. 1916/17 war er Dekan der philosophischen Fakultät und 1920/21 Rektor der Universität. Eine Berufung nach Berlin 1921 lehnte er ab. Er gründete 1922 in Wien das Seminar für Wirtschafts- und Kulturgeschichte. 1936 wurde er in den Ruhestand versetzt.
Dopsch war einer der wenigen deutschsprachigen und der einzige österreichische Historiker, der Kontakte mit der französischen Annales-Schule pflegte. Seine Hauptwerke wurden übersetzt, und er wurde im Ausland mit Ehrenmitgliedschaften und Ehrendoktoraten ausgezeichnet. So er erhielt die Ehrendoktorwürden der Universitäten Prag und Oxford. Von 1908 bis 1951 war Dopsch Mitglied der Historischen Landeskommission für Steiermark. Seit 1909 war Dopsch Mitglied der Österreichischen Akademie der Wissenschaften. Er wurde 1949 Ehrenmitglied (Honorary Foreign Member) der American Historical Association in Washington, D.C.
Politisch hatte sich Dopsch stets großdeutsch verstanden. Er war von antislawischen Ressentiments geprägt und war seit dem Ende der Habsburgermonarchie für den Anschluss Österreichs an Deutschland. Dopsch war Mitglied im einflussreichen, deutschnational bis nationalsozialistisch geprägten Deutschen Klub und im antisozialistischen und antisemitischen Geheimbund Deutsche Gemeinschaft. Sein Seminar wurde aber auch von vielen Sozialdemokraten besucht. Neben Ludo Moritz Hartmann gilt er als die einzige Bezugsperson der Linken in der Geschichtswissenschaft. Unter der austrofaschistischen Regierung Dollfuß wurde ihm 1934 Entlassung und Schließung seines Seminars angedroht. Dopsch trat daraufhin der Vaterländischen Front bei. Trotzdem leitete Unterrichtsminister Hans Pernter 1934 ohne Widerstand in der Fakultät, in der starke persönliche Rivalitäten und Ressentiments, namentlich bei Heinrich von Srbik und Otto Brunner, gegen Dopsch bestanden, die Auflösung des Seminars und die Pensionierung Dopschs ein.
Von 1933 bis 1936 gehörte Dopsch dem Nationalsozialistischen Hochschullehrerbund an der Universität Wien an. Sein nach dem Anschluss Österreichs 1938 gestellter Antrag auf Wiedergutmachung wurde dennoch abgelehnt. Dopsch wurde zum Ausscheiden aus dem Internationalen Historikerkomitee gezwungen. In außeruniversitäre Gremien und Netzwerke blieb er aber eingebunden. Ein Angebot für eine Lehrtätigkeit nach Fürsprache seiner Assistentin und Lebensgefährtin Erna Patzelt scheint er abgelehnt zu haben. 1943 erhielt er die Goethe-Medaille für Kunst und Wissenschaft.
Nach dem Ende des Zweiten Weltkriegs setzte sich Dopsch 1945 erfolglos dafür ein, alle NSDAP-Mitglieder aus der Österreichischen Akademie der Wissenschaften auszuschließen. 1953 erhielt Dopsch den Ehrenring der Stadt Wien. Er wurde am Sieveringer Friedhof bestattet. Im Jahr 1954 wurde in Wien-Floridsdorf (21. Bezirk) die Dopschstraße nach ihm benannt.
Sein Hauptarbeitsgebiet war das Frühmittelalter, vornehmlich die österreichische Territorialgeschichte. Ausgehend von der territorialen Wirtschaftsgeschichte versuchte Dopsch eine Kontinuität zwischen Antike und Mittelalter nachzuweisen und setzte sich kritisch mit den Thesen zum Verfall der römischen Zivilisation während der Völkerwanderung auseinander. Seine Darstellung über „Wirtschaftliche und soziale Grundlagen der europäischen Kulturentwicklung“ (1918/20) gilt als Klassiker. Gleichwohl waren seine Arbeiten von Polemik gegen homogenisierende Lehrmeinungen gekennzeichnet, die ihre Rezeption erschwerte.

## Schriften (Auswahl)
- Entstehung und Charakter des österreichischen ‚Landrechtes‘. Wien 1892 (eingeschränkte Vorschau in der Google-Buchsuche).
- Die Landesfürstlichen Urbare Nieder- und Oberösterreichs aus dem 13. und 14. Jahrhundert. Braumüller, Wien/Leipzig 1904 (landesbibliothek.at).
- Die Wirtschaftsentwicklung der Karolingerzeit, Böhlau, Weimar 1912/13. Teil 1 (urn:nbn:de:101:1-2022102112190375138121) und Teil 2 (urn:nbn:de:101:1-2022102112202177717926).
- Österreichs Geschichtliche Sendung. Wien 1917 (Internet Archive).
- Wirtschaftliche und soziale Grundlagen der europäischen Kulturentwicklung von Cäsar bis auf Karl den Großen, Seidel, Wien 1918/20. Teil 1 (Internet Archive) und Teil 2 (Internet Archive).
- Die historische Stellung der Deutschen in Böhmen. In: Rudolph Lodgman: Deutschböhmen, Ullstein & Co, Berlin 1919.
- Verfassungs- und Wirtschaftsgeschichte des Mittelalters. Gesammelte Aufsätze, Seidel, Wien 1928–1938.
- Naturalwirtschaft und Geldwirtschaft in der Weltgeschichte, Seidel, Wien 1930 (urn:nbn:de:zbw-retromon-214923).
- Die freien Marken in Deutschland. Ein Beitrag zur Agrar- und Sozialgeschichte des Mittelalters. Baden bei Wien 1933 (urn:nbn:de:hbz:466:1-77191).
- Herrschaft und Bauer in der deutschen Kaiserzeit, Fischer, Jena 1939 (UB Bielefeld).